# Altar (municipi)
Altar és un municipi de l'estat de Sonora. Puerto Peñasco és el cap de municipi i principal centre de població d'aquesta municipalitat. Aquest municipi és a la part nord-oest de l'estat de Sonora, limita al nord amb els Estats Units, al sud amb Pitiquito, a l'oest amb Caborca i a l'est amb Sáric i Tubutama.